# Мокрин
Мокрин (мађ. Homokrév) је насељено место у граду Кикинди, у Севернобанатском округу, у Србији. Према попису из 2022. било је 4.540 становника.

## Историја
Територија данашњег села је првобитно припадала породици Чанад (Csanád). На прво спомињање села, под старим именом Хумкреу (Humkreu), наилазимо 17. децембра 1256. године у судским списима, када је извршена деоба наследства код породице Вафа (Vaffa). Друго спомињање је из 1360. године, такође приликом деобе имања, али овај пут су то урадили синови Телегди Леринца (Telegdy Lőrinc). Каснија спомињања се наилазе такође у списима 1495, 1508. и 1549. године. У 16. веку део поседа прелази у власништво Петра Ивановића. Према попису становништва из 1557. и 1558. године, који је извршила Османско царство, у селу има 30 српских кућа.
Село носи име Мокрин од 1723. године. Аустријски царски ревизор Ерлер је 1774. године констатовао да се место "Мокрин" налази у Тамишком округу, Чанадског дистрикта. Ту се налази поштанска камбијатура а становништво је било српско. Године 1778. село има 1.609 становника. У 20. веку село доживљава економски пораст због свог стратешког положаја (налази се на прузи Сегедин-Темишвар). Тада у селу има 1.780 кућа и 9.279 становника, од којих су 6.233 српске, 1.063 немачке и 838 мађарске националности.
Године 1839. Мокрин је царском милошћу постао варошица (Marktflecken), са дозволом одржавања три годишња вашара: 14. фебруара, 21. маја и 27. августа "по римском календару".
Пре Првог светског рата у селу је био популаран берберски занат, неки свршени бербери су одлазили чак у Париз или Лондон.

## Култура и туризам
Село је познато по одржавању Туцанијаде, такмичењу у туцању фарбаним Васкршњим кокошијим јајима, која се традиционално одвија већ дуги низ година. Локално становништво тврди да су мокринска јаја мало јача од осталих. У Мокрину се сваке зиме одржава и Светско првенство у надметању гускова. У Мокрину се 24. јуна сваке године одржава Меморијал Мирослава Антића, културна манифестација која се одржава од 1987. године. У Мокрину се 26. јуна сваке године одржава „Дан Раше Попова”, културна манифестација која се одржава од 2018. године.
Овде се налазе Српска православна црква у Мокрину и Кургани Мокрина.

## Демографија
У насељу Мокрин живи 4657 пунолетних становника, а просечна старост становништва износи 39,7 година (38,5 код мушкараца и 40,8 код жена). У насељу има 2079 домаћинстава, а просечан број чланова по домаћинству је 2,85.
Мокрин је по попису из 1987. године имао 3.070 становника. Број кућа је био 445 а породица је било 496. Број ожењених мушкараца је био 689, а неожењених је било 868. Село је те године имало 5 свештеника. Просечна величина једне породице је била 6,19 особа.
По попису из 1836. године Мокрин је имао 3.272 становника, а по попису из 1850. године село је имало већ 7.194 становника. Број становника 1857. године се попео на 8.568 становника. Од тог броја национални састав становништва је био следећи : Срба је било 7.376, Немаца 1.000, Мађара 46, Јевреја 155.
Површина атара села Мокрин 1797. године је износио 29.394 катастарска јутра.
Ово насеље је углавном насељено Србима (према попису из 2002. године), а у последња три пописа, примећен је пад у броју становника.
|  |

| Демографија | Демографија | Демографија |
| Година      | Становника  | Становника  |
| ----------- | ----------- | ----------- |
| 1948.       | 8.369       |             |
| 1953.       | 7.984       |             |
| 1961.       | 7.924       |             |
| 1971.       | 7.328       |             |
| 1981.       | 6.567       |             |
| 1991.       | 6.300       | 6.238       |
| 2002.       | 5.918       | 6.092       |

| Етнички састав према попису из 2002.‍ | Етнички састав према попису из 2002.‍ | Етнички састав према попису из 2002.‍ | Етнички састав према попису из 2002.‍ | Етнички састав према попису из 2002.‍ |
| ------------------------------------ | ------------------------------------ | ------------------------------------ | ------------------------------------ | ------------------------------------ |
|                                      |                                      |                                      |                                      |                                      |
| Срби                                 | Срби                                 |                                      | 4.940                                | 83,47%                               |
| Роми                                 | Роми                                 |                                      | 369                                  | 6,23%                                |
| Мађари                               | Мађари                               |                                      | 290                                  | 4,90%                                |
| Југословени                          | Југословени                          |                                      | 99                                   | 1,67%                                |
| Хрвати                               | Хрвати                               |                                      | 20                                   | 0,33%                                |
| Македонци                            | Македонци                            |                                      | 15                                   | 0,25%                                |
| Црногорци                            | Црногорци                            |                                      | 9                                    | 0,15%                                |
| Немци                                | Немци                                |                                      | 9                                    | 0,15%                                |
| Бугари                               | Бугари                               |                                      | 8                                    | 0,13%                                |
| Румуни                               | Румуни                               |                                      | 7                                    | 0,11%                                |
| Муслимани                            | Муслимани                            |                                      | 4                                    | 0,06%                                |
| Словаци                              | Словаци                              |                                      | 3                                    | 0,05%                                |
| Албанци                              | Албанци                              |                                      | 3                                    | 0,05%                                |
| Чеси                                 | Чеси                                 |                                      | 1                                    | 0,01%                                |
| Украјинци                            | Украјинци                            |                                      | 1                                    | 0,01%                                |
| Словенци                             | Словенци                             |                                      | 1                                    | 0,01%                                |
| Русини                               | Русини                               |                                      | 1                                    | 0,01%                                |
| Руси                                 | Руси                                 |                                      | 1                                    | 0,01%                                |
| Буњевци                              | Буњевци                              |                                      | 1                                    | 0,01%                                |
| непознато                            | непознато                            |                                      | 12                                   | 0,20%                                |

| \| \| м \| \| \| ж \| \| ? \| 6 \| \| \| 6 \| \| 80+ \| 46 \| \| \| 70 \| \| 75—79 \| 68 \| \| \| 119 \| \| 70—74 \| 133 \| \| \| 168 \| \| 65—69 \| 168 \| \| \| 221 \| \| 60—64 \| 166 \| \| \| 191 \| \| 55—59 \| 126 \| \| \| 140 \| \| 50—54 \| 196 \| \| \| 199 \| \| 45—49 \| 289 \| \| \| 194 \| \| 40—44 \| 241 \| \| \| 216 \| \| 35—39 \| 223 \| \| \| 194 \| \| 30—34 \| 189 \| \| \| 199 \| \| 25—29 \| 160 \| \| \| 180 \| \| 20—24 \| 205 \| \| \| 181 \| \| 15—19 \| 208 \| \| \| 190 \| \| 10—14 \| 197 \| \| \| 193 \| \| 5—9 \| 192 \| \| \| 159 \| \| 0—4 \| 134 \| \| \| 151 \| \| Просек : \| 38,5 \| \| \| 40,8 \| |      |  |  |      |
| |      |  |  |      |
| | м    |  |  | ж    |
| ? | 6    |  |  | 6    |
| 80+ | 46   |  |  | 70   |
| 75—79 | 68   |  |  | 119  |
| 70—74 | 133  |  |  | 168  |
| 65—69 | 168  |  |  | 221  |
| 60—64 | 166  |  |  | 191  |
| 55—59 | 126  |  |  | 140  |
| 50—54 | 196  |  |  | 199  |
| 45—49 | 289  |  |  | 194  |
| 40—44 | 241  |  |  | 216  |
| 35—39 | 223  |  |  | 194  |
| 30—34 | 189  |  |  | 199  |
| 25—29 | 160  |  |  | 180  |
| 20—24 | 205  |  |  | 181  |
| 15—19 | 208  |  |  | 190  |
| 10—14 | 197  |  |  | 193  |
| 5—9 | 192  |  |  | 159  |
| 0—4 | 134  |  |  | 151  |
| Просек : | 38,5 |  |  | 40,8 |

| Година пописа     | 1948. | 1953. | 1961. | 1971. | 1981. | 1991. | 2002. |
| ----------------- | ----- | ----- | ----- | ----- | ----- | ----- | ----- |
| Број домаћинстава | 2.123 | 2.145 | 2.274 | 2.257 | 2.212 | 2.326 | 2.079 |

| Број чланова      | 1   | 2   | 3   | 4   | 5   | 6  | 7  | 8 | 9 | 10 и више | Просек |
| ----------------- | --- | --- | --- | --- | --- | -- | -- | - | - | --------- | ------ |
| Број домаћинстава | 427 | 580 | 361 | 467 | 134 | 79 | 21 | 4 | 3 | 3         | 2,85   |

| Пол    | Укупно | Неожењен/Неудата | Ожењен/Удата | Удовац/Удовица | Разведен/Разведена | Непознато |
| ------ | ------ | ---------------- | ------------ | -------------- | ------------------ | --------- |
| Мушки  | 2.424  | 737              | 1.480        | 113            | 93                 | 1         |
| Женски | 2.468  | 445              | 1.476        | 456            | 87                 | 4         |
| УКУПНО | 4.892  | 1.182            | 2.956        | 569            | 180                | 5         |

| Пол    | Укупно                    | Пољопривреда, лов и шумарство | Рибарство                            | Вађење руде и камена | Прерађивачка индустрија       |
| ------ | ------------------------- | ----------------------------- | ------------------------------------ | -------------------- | ----------------------------- |
| Мушки  | 1.328                     | 476                           | 0                                    | 54                   | 394                           |
| Женски | 777                       | 301                           | 0                                    | 0                    | 194                           |
| Укупно | 2.105                     | 777                           | 0                                    | 54                   | 588                           |
|        |                           |                               |                                      |                      |                               |
| Пол    | Производња и снабдевање   | Грађевинарство                | Трговина                             | Хотели и ресторани   | Саобраћај, складиштење и везе |
| Мушки  | 22                        | 141                           | 51                                   | 9                    | 65                            |
| Женски | 2                         | 7                             | 96                                   | 18                   | 17                            |
| Укупно | 24                        | 148                           | 147                                  | 27                   | 82                            |
|        |                           |                               |                                      |                      |                               |
| Пол    | Финансијско посредовање   | Некретнине                    | Државна управа и одбрана             | Образовање           | Здравствени и социјални рад   |
| Мушки  | 7                         | 1                             | 48                                   | 18                   | 23                            |
| Женски | 12                        | 7                             | 14                                   | 53                   | 43                            |
| Укупно | 19                        | 8                             | 62                                   | 71                   | 66                            |
|        |                           |                               |                                      |                      |                               |
| Пол    | Остале услужне активности | Приватна домаћинства          | Екстериторијалне организације и тела | Непознато            | Непознато                     |
| Мушки  | 17                        | 0                             | 0                                    | 2                    | 2                             |
| Женски | 8                         | 3                             | 0                                    | 2                    | 2                             |
| Укупно | 25                        | 3                             | 0                                    | 4                    | 4                             |

## Познате личности
- Павле Риђички (1805–1893), адвокат, племић
- Васа Стајић (1878–1947), филозоф, писац
- Радован Трнић (1912–1941), народни херој Југославије
- Мирослав Антић (1932–1986), песник
- Раша Попов (1933–2017), новинар
- Душан Попов (1930–2012), новинар

## Галерија
- Православна црква
- Католичка црква
- Зграда месне заједнице
- Споменик у центру
- Споменик Ради Трнићу
- Спомен биста Мики Антићу
- Споменик Ради Трнићу

### Мапе
- Мапе, аеродроми и временска ситуација локација (Fallingrain)
- Гугл сателитска мапа (Maplandia)
- План насеља на мапи (Mapquest)